# Cumberland City
Koordinaten: 33° 50′ S, 150° 58′ O

Cumberland City ist ein lokales Verwaltungsgebiet (LGA) im australischen Bundesstaat New South Wales. Cumberland gehört zur Metropole Sydney, der Hauptstadt von New South Wales. Das Gebiet ist 72,8 km² groß und hat etwa 235.000 Einwohner.
Cumberland liegt südlich des Parramatta Rivers etwa 25 km westlich des Stadtzentrums. Das Gebiet beinhaltet 29 Stadtteile: Berala, Girraween, Greystanes, Guildford, Guildford West, Merrylands West, Pemulwuy, Rookwood, South Granville, South Wentworthville und Woodpark sowie Teile von Auburn, Chester Hill, Fairfield, Granville, Holroyd, Homebush West, Lidcombe, Mays Hill, Merrylands, Parramatta, Pendle Hill, Prospect, Regents Park, Smithfield, Toongabbie, Wentworthville, Westmead und Yennora. Der Verwaltungssitz des Councils befindet sich im Stadtteil Merrylands etwa in der Mitte der LGA.
Cumberland entstand am 12. Mai 2016 durch die Neuaufteilung von Auburn City und Holroyd City, die zugunsten von Cumberland City aufgelöst wurden, und Parramatta City.

## Verwaltung
Der Cumberland City Council hat 15 Mitglieder, die von den Bewohnern von fünf Wards gewählt werden (je drei aus den Wards Granville, Greystanes, Regents Park, South Granville und Wentworthville). Diese fünf Bezirke sind unabhängig von den Ortschaften festgelegt. Aus dem Kreis der Councillor rekrutiert sich auch der Mayor (Bürgermeister) des Councils.
Karte der 5 Bezirke mit Parteivertretung.

## Kompositionsparteisitze
| Partei                     | Sitze |
| -------------------------- | ----- |
| Labor Partei               | 5     |
| Liberale Partei            | 4     |
| Unsere lokale Gemeinschaft | 2     |
| Unabhängig                 | 2     |
| Grüne Partei               | 1     |
| Libertär                   | 1     |